# Occidryas lorquini
Occidryas lorquini är en fjärilsart som beskrevs av Charles Oberthür 1913. Occidryas lorquini ingår i släktet Occidryas och familjen praktfjärilar. Inga underarter finns listade i Catalogue of Life.